# 인력과 척력
인력(引力; 문화어: 끌힘)은 물리학에서 힘을 이야기할 때 서로 당기는 힘이며, 척력(斥力; 문화어: 물리칠힘)은 서로 미는 힘이다.

## 고전 역학
가령, 두 물체의 전기력 또는 자기력을 생각할 때, 같은 극의 전하를 가진 물체들은 서로 밀어내고, 다른 극은 끌어당긴다. 고전역학의 쿨롱의 법칙에서 이를 기술할 수는 있다. 마찬가지로 뉴턴의 중력의 법칙도 똑같은 방식으로 식을 기술하지만, 중력은 이의 전하인 질량이 언제나 양의 값을 가지기 때문에, 같은 극은 서로 당기는 것으로 볼 수 있다.(++는 밀어내고 +-는 잡아당김)

## 양자 마당 이론
고전역학에서는 이를 기술할 수는 있지만 정말로 힘이 왜 밀고 당기는지를 설명할 수 없다. 양자 마당 이론은 이를 설명할 수 있는데, 힘을 양자화하여 기본입자가 매개하는 것으로 볼 수 있기 때문이다. 양자역학의 계산은 다음과 같은 결과를 준다. 전하가 같을 때, 스핀값이 짝수인 힘의 매개자는 스칼라(스핀 0), 중력자(스핀 2)가 있는데 이들은 언제나 당기는 힘을 매개한다. 스핀값이 홀수인 힘의 매개자는 벡터 보존(스핀 1)인데 이 힘은 같은 전하를 가진 물체가 서로 밀어내는 힘이다.

### 기본 힘
현재 알려진 자연의 기본 힘중, 중력만이 끌어당기는 힘으로 스핀 2인 중력자로 기술되며, 나머지 전자기력, 강한 상호작용, 약한 상호작용 (강력-강한 핵력, 약력-약한 핵력 )은 모두 스핀 1인 벡터 보존으로 기술되는 밀고 당기는 힘이다.

### 와인버그-위튼 정리
와인버그-위튼 정리에 의하면, 4차원에서 힘을 매개하는 입자는 스핀 0,1,2인 입자뿐이다. 전하를 띤 입자가 전류로 표시되면 매개힘의 스핀값 1이 최대이지만, 에너지-운동량 텐서로 기술되면 매개힘의 스핀값 2가 최대이다.